# Enni-Sportpark Rheinkamp
Der Enni-Sportpark Rheinkamp (Eigenschreibweise: ENNI.Sportpark Rheinkamp) ist eine Multifunktionsarena mit Hallenbad im niederrheinischen Moers.

## Nutzung
Hauptnutzer ist der ehemalige Volleyball-Bundesligist Moerser SC. Neben den Heimspielen der Adler findet in den Sport- und Schwimmhallen Schul- und Vereinssport statt sowie Veranstaltungen und Konzerte jeder Art.

## Zahlen und Fakten
Der Enni-Sportpark Rheinkamp hat zwei Sport- und zwei Schwimmhallen und einen großen Seminarraum. Halle 1 hat eine Spielfläche von 45 × 27 m (ohne ausgezogene Teleskoptribüne; mit Tribüne beträgt die Spielfläche etwa 45 × 22 m), eine Höhe von 9 m und 1100 Sitz- und 100 Stehplätze auf den Tribünen. Bei Konzerten finden auf den Tribünen und im Innenraum bis zu 2.200 Zuschauer Platz.
Halle 2 hat eine Spielfläche von 45 × 27 m, allerdings nur eine Höhe von 7 m. Beide Sporthallen, die je Dreifachturnhallen sind, haben eine Fläche von 1.215 m².
Das Schwimmbad besteht aus zwei Becken auf insgesamt 1.110 m², das große Schwimmbecken hat eine Sprunganlage.

## Geschichte des Neubaus
Das Sportzentrum Rheinkamp, die Erfolgsheimat des MSC, musste 2008 wegen Mängeln im Brandschutz geschlossen werden. Daraufhin spielten die "Adler" in der Sporthalle Adolfinum, welche für 100.000 Euro für die 1. Bundesliga technisch ausgerüstet wurde. Im Sommer 2010 entschied die Deutsche Volleyball-Liga nach zwei Jahren keine Ausnahmeregelung mehr für den Moerser SC zu gestatten, da diese Halle den Anforderungen für die 1. Bundesliga (Hallenhöhe) nicht entspricht. Um einem Zwangsabstieg zu entgehen, wich der MSC für die kommenden zwei Jahre in die RWE Sporthalle in Mülheim an der Ruhr aus.
Am 18. März 2010 wurde ein Neubau einer Sporthalle auf dem Gelände des Sportzentrum Rheinkamp beschlossen. Nach 18 Monaten Bauzeit konnte der Sportpark fertiggestellt werden. Über den Namen konnten Kunden der ENNI-Gruppe entscheiden. Nach Einreichung von über 70 Vorschlägen wurde aus fünf finalen Optionen der Name Enni-Sportpark Rheinkamp ausgewählt. Am 27. Januar 2013 trug der MSC sein erstes Heimspiel in der neuen Halle aus, unterlag jedoch vor ausverkauftem Haus den Chemie Volleys Mitteldeutschland  mit 0:3 (21:25,24:26,18:25).